# Orlov (Rusko)
Orlov (rusky Орлов) je město v Kirovské oblasti v Ruské federaci. Při sčítání lidu v roce 2010 měl bezmála sedm tisíc obyvatel.

## Poloha a Doprava
Orlov leží na pravém, západním břehu Vjatky, přítoku Kamy v povodí Volhy. Od Kirova, správního střediska oblasti, je vzdálen přibližně 75 kilometrů západně.
Po severozápadním okraji Orlova prochází dálnice R716 „Vjatka“, která přichází z čuvašského Kugesi přes Kotělnič  a pokračuje kolem Kirova do komijského Syktyvkaru.

## Dějiny
Podle archeologických nálezů byla osada Orjol založena na přelomu 12. a 13. století v době, kdy do Vjatské země přicházeli osadníci z Nižního Novgorodu. První písemná zmínka o obci je z roku 1459, kolem roku 1600 se jí říkala Orlovec a městem se stala pod názvem Orlov v roce 1780. V letech 1923–1992 se jmenovala Chalturin podle Stěpana Nikolajeviče Chalturina, revolucionáře a člena Svobody lidu, který se narodil v nedaleké obci Chalevinskaja a podílel se na neúspěšném atentátu na cara Alexandra II. Nikolajeviče.

### Rodáci
- Konstantin Alexejevič Něvolin (1806–1855), profesor právních dějin a rektor Univerzity svatého Vladimíra v Kyjevě